# Floribert Bwana Chui
Floribert Bwana Chui bin Kositi (13 de junho de 1981 – 8 de julho de 2007) foi um funcionário da alfândega congolesa. Ele foi sequestrado, torturado e morto por se negar a aceitar subornos. Foi reconhecido como mártir pela Igreja Católica e beatificado em 15 de junho de 2025. É o primeiro beato da Comunidade de Santo Egídio.

## Biografia
Vindo de uma família rica, Floribert Bwana Chui estudou direito e economia. Ele começou sua vida profissional em Kinshasa como comissário de danos no Escritório de Controle Congolês (OCC), uma organização da autoridade nacional de controle de alfândega e mercadorias, onde era responsável por avaliar a conformidade dos produtos que cruzavam a fronteira leste da República Democrática do Congo. Ele foi então transferido para sua cidade natal, Goma, capital da província de Kivu do Norte, como chefe do escritório do OCC. Entrou em serviço em abril de 2007.
Católico praticante e catequista desde jovem, foi durante sua vida estudantil que Floribert se juntou à Comunidade de Santo Egídio, onde se tornou um membro comprometido, particularmente na assistência a crianças de rua, chamadas "Maibobo" em língua swahili.
No seu trabalho como funcionário da alfândega, Floribert Chui deparou-se com o problema moral de permitir a entrada no Congo-Kinshasa de alimentos do país vizinho, Ruanda, que não tinham obtido a devida autorização para a sua comercialização e consumo. Recusou repetidamente ofertas de "dinheiro sujo" ligadas a transações ilícitas. Considerou imoral permitir que toneladas de alimentos estragados e tóxicos passassem para a população em troca de alguns milhares de dólares. Destruiu lotes de arroz vencido e recusou subornos. Os seus familiares e colegas relatam que ele dizia frequentemente: "Vivo para Cristo ou não? É por isso que não posso aceitar. É melhor morrer do que aceitar este dinheiro".
Aos 26 anos, foi raptado quando saía de uma loja e obrigado a entrar em um carro, e morto na noite de 7 para 8 de julho de 2007, após ser torturado pelos seus carcereiros. Seu corpo foi encontrado em 9 de julho, em frente à Universidade Livre dos Países dos Grandes Lagos (ULPGL) em Goma.

## Beatificação
A investigação canônica sobre a vida, as virtudes e o martírio de Floribert Bwana Chui foi aberta em 2016 na diocese de Goma. Em 9 de dezembro de 2018, o bispo Théophile Kaboy Ruboneka concluiu o processo diocesano e encaminhou os materiais e documentos à Congregação para as Causas dos Santos para um exame mais aprofundado. Uma escola em um campo de refugiados em Goma leva seu nome.
Em fevereiro de 2023, por ocasião da sua visita à República Democrática do Congo, o Papa Francisco falou longamente de Floribert Chui durante o seu discurso aos jovens e catequistas congoleses, no Estádio dos Mártires em Kinshasa. Sublinhando a sua resiliência e o seu fervor perante os seus ouvintes, o soberano pontífice considerou que ele «não se deixou vencer pelo Mal», mas que «venceu o Mal com o Bem».
Após as conclusões positivas das várias comissões, em 25 de novembro de 2024, o Papa Francisco reconheceu o martírio por ódio a fé de Floribert Bwana Chui e assinou o decreto de sua beatificação. A notícia de sua beatificação foi vista como um "surto de esperança" em sua aldeia natal, onde a repressão contra os cristãos ainda continua.
Foi solenemente proclamado beato em 15 de junho de 2025 na Basílica de São Paulo Fora dos Muros, durante uma missa presidida pelo Cardeal Marcello Semeraro, Prefeito do Dicastério para as Causas dos Santos, representando o Papa Leão XIV. O Cardeal Fridolin Ambongo, Arcebispo de Kinshasa, e Willy Ngumbi, Bispo de Goma, diocese de origem de Floribert, além de outros bispos congoleses, concelebraram a missa. Também estiveram presentes a mãe e os irmãos do novo beato e centenas de representantes africanos da Comunidade de Santo Egídio. Ficou estabelecido dia 8 de julho como sua festa litúrgica.
Floribert Bwana Chui é o primeiro beato da Comunidade de Santo Egídio e o quarto beato na República Democrática do Congo, depois das beatificações de Anuarite Nengapeta, Isidore Bakanja e do Padre Albert Joubert – beatificados juntamente com três missionários Xaverianos em Uvira, leste da RDC.

Uma relíquia do beato, sua bíblia, está preservada no santuário dos novos mártires da Basílica de São Bartolomeu na Ilha, em Roma.